# Хачинсонови зуби
Хачинсонови зуби су врста денталне аномалије, која настаје као последица инфекције фетуса са бактеријом treponema pallidum у другој половини трудноће. Тада настају структурне аномалије сталних секутића и првих сталних кутњака. Инфекција дјелује на амелобласте (адамантобласте) и узрокује промјене у њиховој структури. Пошто је већ у првој половини трудноће завршен процес минерализације млијечних зуба, инфекција дјелује само на сталну дентицију.
Инцизалне ивице имају урезе по средини (полумјесечастог облика). Овај деформитет је први описао Џонатан Хачинсон (енгл. Jonathan Hutchinson) у склопу Хачинсоновог тријас-а, гдје је обично поред зуба, инфекцијом погођен тремно-пужни живац и узрокована упала рожњаче (кератитис).